# UCI Africa Tour 2005
De UCI Africa Tour 2005 was de eerste editie van de UCI Africa Tour waarin alle belangrijke wedstrijden uit Afrika gebundeld werden.
Er stonden 4 koersen op het programma die allemaal werden verreden tussen 16 februari en 2 oktober 2005.

## Uitslagen
| 1 | Sergej Lavrenenko |
| 2 | Maroš Kováč       |
| 3 | Alex Pavlov       |
| 4 | Jamie Ball        |
| 5 | Ayman Ben Hassine |
| 6 | Jamie Ball        |
| 7 | Jan Šipeky        |
| 8 | Jamie Ball        |

| 1  | Davide Silvestri  |
| 2  | Pascal Bouba      |
| 3  | Christian Eminger |
| 4  | Etienne Labrouche |
| 5  | Christian Eminger |
| 6  | Vincent Aldebert  |
| 7  | Mariusz Wiesiak   |
| 8  | Franck Lecuyer    |
| 9  | Raul Ruubel       |
| 10 | Mariusz Wiesiak   |
| 11 | Raul Ruubel       |

| 1 | David Kopp       |
| 2 | Tiaan Kannemeyer |
| 3 | Martin Velits    |
| 4 | Tiaan Kannemeyer |
| 5 | Russell Downing  |

| 1  | Rupert Rheeder        |
| 2  | Rupert Rheeder        |
| 3  | Stéphane Cabrera      |
| 4  | David Jungels         |
| 5  | Mohcena Rhiele        |
| 6  | Sébastien Moleau      |
| 7  | Rupert Rheeder        |
| 8  | Fabrice Pelletier     |
| 9  | Johannes Kachelhoffer |
| 10 | Johannes Kachelhoffer |

## Eindklassementen
| Rang | Renner                   | Punten |
| ---- | ------------------------ | ------ |
| 1    | Tiaan Kannemeyer         | 163    |
| 2    | Ryan Cox                 | 151    |
| 3    | Rabaki Jérémie Ouedraogo | 100    |
| 4    | Davide Silvestri         | 90     |
| 5    | Jamie Ball               | 72,66  |

| Rang | Ploegen                | Punten |
| ---- | ---------------------- | ------ |
| 1    | Team Barloworld-Valsir | 327    |
| 2    | Team Nippo             | 130    |
| 3    | Team Konica-Minolta    | 101    |
| 4    | Dukla Trenčín          | 37     |
| 5    | Team Exel              | 32,32  |

| Rang | Land         | Punten  |
| ---- | ------------ | ------- |
| 1    | Zuid-Afrika  | 1049,32 |
| 2    | Burkina Faso | 329     |
| 3    | Namibië      | 40      |
| 4    | Kameroen     | 22      |
| 5    | Tunesië      | 11,3    |